# Martin Schröttle
Martin Schröttle (ur. 1 września 1901 w Monachium, zm. 17 lutego 1972 tamże) – niemiecki hokeista, reprezentant Niemiec, brązowy medalista olimpijski z 1932 roku z Lake Placid.

## Kariera sportowa
Martin Schröttle brał udział w Zimowych Igrzyskach Olimpijskich 1928. Podczas tego turnieju reprezentacja Republiki Weimarskiej odpadła w pierwszej rundzie. Na kolejnych igrzyskach drużyna, w której składzie był Schröttle, wywalczyła brązowy medal.
Niemiec brał udział również w mistrzostwach świata w 1930 roku, gdzie Rzesza Niemiecka zdobyła srebrny medal zostając jednocześnie mistrzem Europy. Na Mistrzostwach Świata 1933 reprezentacja zdobyła brązowy medal mistrzostw Europy. Wraz z reprezentacją Rzeszy brał również udział w mistrzostwach świata w roku 1935 oraz mistrzostwach Europy 1929 oraz 1932.
W swojej całej karierze klubowej grał w SC Riessersee. W tym klubie zdobył mistrzostwo Niemiec w latach 1927, 1935 oraz 1938.